# Antocha (Orimargula) delibata
Antocha (Orimargula) delibata is een tweevleugelige uit de familie steltmuggen (Limoniidae). De soort komt voor in het Afrotropisch gebied.